# 大ノ川甚太郎
大ノ川 甚太郎（おおのかわ じんたろう、1880年10月25日 - 1917年1月20日）は、石川県河北郡（現：金沢市）出身の大相撲力士。本名は木越 甚太郎（きごし じんたろう）。

## 概要
1880年10月25日に石川県で生まれる。
1901年5月に君ヶ濱部屋から初土俵を踏む。1905年5月場所で新十両昇進を果たし、2年後には新入幕を果たした。1912年1月場所、梅ヶ谷と引き分ける大健闘を果たし、好成績を収めて1912年5月場所では小結へ昇進し、上位陣との対戦で力を発揮していく。腕力が強く、両肩が力瘤で隆起していたことから「コブさん」の異名で親しまれた。1916年に師匠・君ヶ濱（志子ヶ嶽市五郎）が死去したことで、出羽海部屋へ転籍する。出羽ノ海の厳しくも熱心な指導を受けながら活躍を続け、1917年1月場所の開催前に、年寄「君ヶ濱」を襲名して四股名も「君ヶ濱 甚太郎」と改名した。
しかし、改名した場所の4日目、出羽ノ海部屋での達ノ矢との稽古中に腹部（腸）を激しく負傷し休場、緊急手術を行い一旦は快方に向かったものの、容態が急変し1月20日に現役のまま死去した。
大酒飲み、怪力で有名であった。

## 主な成績
- 通算在位：32場所
- 関取戦績：90勝93敗30休11分3預（24場所）
- 幕内戦績：73勝83敗10分3預30休（20場所）

### 場所別成績
| 1901年 （明治34年） | x                      | 東序ノ口18枚目 –       |
| 1902年 （明治35年） | 東序二段43枚目 –       | 東三段目57枚目 –       |
| 1903年 （明治36年） | 西三段目51枚目 –       | 東三段目41枚目 –       |
| 1904年 （明治37年） | 西三段目6枚目 –        | 東幕下44枚目 –         |
| 1905年 （明治38年） | 西幕下15枚目 –         | 西十両6枚目 2–4        |
| 1906年 （明治39年） | 西十両10枚目 4–2       | 西十両4枚目 4–4        |
| 1907年 （明治40年） | 東十両4枚目 7–0 1分    | 西前頭10枚目 6–3–1     |
| 1908年 （明治41年） | 西前頭3枚目 3–5–1 1分  | 西前頭6枚目 3–4–2 1分  |
| 1909年 （明治42年） | 東前頭11枚目 7–1–1 1分 | 東前頭筆頭 4–3–2 1預   |
| 1910年 （明治43年） | 東前頭2枚目 2–4–4      | 東前頭7枚目 4–5–1      |
| 1911年 （明治44年） | 東前頭5枚目 0–5–5      | 東前頭11枚目 7–3       |
| 1912年 （明治45年） | 西前頭6枚目 6–3 1分    | 東小結 4–5 1分         |
| 1913年 （大正2年） | 東前頭3枚目 3–5 2分    | 西前頭6枚目 2–6 1分1預 |
| 1914年 （大正3年） | 西前頭9枚目 5–4–1      | 東前頭3枚目 3–6–1      |
| 1915年 （大正4年） | 東前頭10枚目 0–4–6     | 東前頭13枚目 4–6       |
| 1916年 （大正5年） | 東前頭10枚目 4–5 1分   | 東前頭10枚目 4–5 1分   |
| 1917年 （大正6年） | 西前頭6枚目 引退 2–1–6 | x                      |
| 各欄の数字は、「勝ち-負け-休場」を示す。 優勝 引退 休場 十両 幕下 三賞：敢=敢闘賞、殊=殊勲賞、技=技能賞 その他：★=金星 番付階級：幕内 - 十両 - 幕下 - 三段目 - 序二段 - 序ノ口 幕内序列：横綱 - 大関 - 関脇 - 小結 - 前頭（「#数字」は各位内の序列） |                        |                        |

- 幕下以下の地位は小島貞二コレクションの番付実物画像による。

## 各段優勝
- 十両優勝相当:1回（1907年1月場所）

## 四股名変遷
- 大ノ川 甚太郎（おおのかわ じんたろう）：？ - 1916年5月場所
- 君ヶ濱 甚太郎（きみがはま - ）：1917年1月場所